# Noctuelia ligatalis
Noctuelia ligatalis là một loài bướm đêm trong họ Crambidae.